# 1590 Tsiolkovskaja
1590 Tsiolkovskaja eller 1933 NA är en asteroid i huvudbältet, som upptäcktes 1 juli 1933 av den ryske astronomen Grigorij N. Neujmin vid Simeiz-observatoriet på Krim. Den har fått sitt namn efter den ryske rymdvisionären Konstantin Tsiolkovskij.
Asteroiden har en diameter på ungefär 10 kilometer och den tillhör asteroidgruppen Flora.